# Hermanas Mirabal (tỉnh)

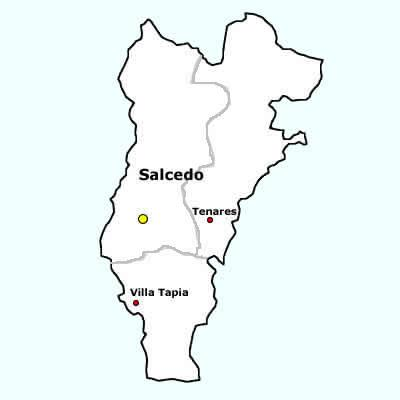
Các đô thị của tỉnh Hermanas Mirabal

Hermanas Mirabal  là một tỉnh của Cộng hòa Dominica. Tỉnh đã được tách ra từ tỉnh Espaillat vào năm 1952 với tên ban đầu là Salcedo (tên của thủ phủ). Ngày 21 tháng 11 năm 2007, tổng thống Leonel Fernández đã ra quyết định đổi thành tên Hermanas Mirabal để tưởng nhớ chị em Mirabal là những người đã hy sinh thân mình bằng cách từ bỏ cuộc sống có đặc quyền đặc lợi để chống lại nhà độc tài Dominicana Rafael Leonidas Trujillo Molina.

## Các đô thị và các huyện đô thị
Đến thời điểm ngày 20 tháng 10 năm 2006, tỉnh này được chia thành đô thị (municipio) và các huyện đô thị (distrito municipal - D.M.):
- Salcedo
  - Jamao Afuera (D.M.)
- Tenares
  - Blanco (D.M.)
- Villa Tapia